# Lhok Bot
Lhok Bot is een bestuurslaag in het regentschap Aceh Jaya van de provincie Atjeh, Indonesië. Lhok Bot telt 711 inwoners (volkstelling 2010).